# لایف ایز استرنج
زندگی عجیب است یا لایف ایز استرنج (به انگلیسی: Life Is Strange) یک بازی ویدئویی پنج‌قسمتی در سبک ماجراجویی گرافیکی و انتخابی است (قابلیت انتخاب تصمیمات است که روند بازی را تغییر می‌دهند) که توسط شرکت فرانسوی دونت‌ناد انترتینمنت توسعه یافته و به‌وسیلهٔ شرکت اسکوئر انیکس از طریق توزیع دیجیتال برای اکس‌باکس وان، پلی‌استیشن ۴، ویندوز، اکس‌باکس ۳۶۰، پلی‌استیشن ۳، اندروید و آی‌اواس در دسترس است. بازی از پنج قسمت تشکیل شده‌است که قسمت‌های آن با فاصلهٔ زمانی هفت هفته از یکدیگر عرضه می‌شوند. اولین قسمت در ۳۰ ژانویهٔ ۲۰۱۵ و آخرین قسمت نیز در ۲۰ اکتبر ۲۰۱۵ از طریق توزیع دیجیتال در دسترس قرار گرفت. دنبالهٔ این بازی تحت عنوان لایف ایز استرنج ۲ در سپتامبر ۲۰۱۸ منتشر شده‌است.

## گیم‌پلی
لایف ایز استرنج یک بازی ویدیویی به سبک ماجراجویی گرافیکی است که از زاویه‌دید سوم‌شخص دنبال می‌شود. مکانیسم سفر در زمان به بازیکن اجازهٔ انجام مجدد اقداماتی که از قبل صورت گرفته را می‌دهد. بازیکن قادر به بررسی و تعامل با اشیا است که سبب حل معما در قالب مأموریت‌های جمع‌آوری شده است و تغییراتی در محیط ایجاد می‌کند. اقلامی که قبل از سفر در زمان جمع‌آوری گردیده‌اند، پس از این واقعه به عنوان موجودی کالا نگهداری خواهند شد.
بازیکن می‌تواند در مکان‌های مختلفی واقع در خلیج خیالی آرکادیا به اکتشاف بپردازد و با شخصیت‌های غیرقابل‌بازی معاشرت کند. مبادلات دیالوگ در بازی می‌تواند بازنگری شود در حالی که گزینه‌های شاخه‌ای برای محاوره استفاده می‌شود.

## داستان
داستان بازی دربارهٔ دختری نوجوان به نام مکس کالفیلد است که علاقهٔ زیادی به هنر عکاسی دارد. او دارای قابلیت سفر در زمان است که به واسطهٔ آن می‌تواند در گذشته، حال و آینده تأثیر بگذارد. او هنگام نجات دوست قدیمیش کلوئی به این مسئله پی برد که می‌تواند در زمان سفر کند. مکس باید به سرعت از این موضوع آگاه شود که تغییر گذشته گاهی اوقات می‌تواند به پیامدهای مخربی در آینده منجر شود.